# Mardye McDole
(en) Statistiques sur pro-football-reference
Mardye McDole (né le 1er mai 1959 à Pensacola en Floride et mort le 28 mars 2023) est un joueur de football américain qui évoluait au poste de wide receiver et de kick returner.
Au niveau universitaire, McDole a joué pour les Bulldogs de l'Université d'État du Mississippi pendant 4 ans, devenant le premier receveur de l'équipe à réceptionner pour 1 000 yards sur une saison. Il se présente à la draft 1981 de la NFL avec un bilan de plus de 2 200 yards à la reception chez les Bulldogs.
Les Vikings du Minnesota le sélectionnent en 39e position lors du second tour de la draft 1981 .
Sa carrière professionnelle est courte puisqu'il arrête de jouer après la saison 1983. Il affiche un bilan professionnel de 3 réceptions pour un gain de 29 yards et de 12 retours de kickoffs pour un gain supplémentaire de 196 yards.

## Statistiques

### En NCAA
| Année                  | Équipe                 | Statut                 | MJ |     | Passes réceptionnées | Passes réceptionnées | Passes réceptionnées | Passes réceptionnées |       | Courses | Courses | Courses | Courses |
| Année                  | Équipe                 | Statut                 | MJ | Nb. | Yards                | Moy.                 | TD                   | Nb.                  | Yards | Moy.    | TD      |         |         |
| 1977                   | Mississippi State - WR |                        | 11 | 29  | 510                  | 17,6                 | 2                    | -                    | -     | -       | -       |         |         |
| 1978                   | Mississippi State - WR |                        | 11 | 48  | 1035                 | 21,6                 | 7                    | 1                    | 0     | 0,0     | 0       |         |         |
| 1979                   | Mississippi State - WR |                        | 11 | 20  | 380                  | 19,0                 | 3                    | 2                    | -7    | -3,5    | 0       |         |         |
| 1980                   | Mississippi State - RB |                        | 11 | 19  | 289                  | 15,2                 | 1                    | 57                   | 438   | 7,7     | 5       |         |         |
| Totaux NCAA / Miss. St | Totaux NCAA / Miss. St | Totaux NCAA / Miss. St | 44 | 116 | 2214                 | 19,1                 | 13                   | 60                   | 431   | 4,2     | 5       |         |         |

### En NFL
| Année            | Équipe               | MJ |     | Passes réceptionnées | Passes réceptionnées | Passes réceptionnées | Passes réceptionnées |       | Courses | Courses | Courses | Courses |
| Année            | Équipe               | MJ | Nb. | Yards                | Moy.                 | TD                   | Nb.                  | Yards | Moy.    | TD      |         |         |
| 1981             | Vikings du Minnesota | 9  | 0   | 0                    | 0,0                  | 0                    | 0                    | 0     | 0,0     | 0       |         |         |
| 1983             | Vikings du Minnesota | 15 | 3   | 29                   | 9,7                  | 0                    | 0                    | 0     | 0       | 0       |         |         |
| Totaux NFL / MIN | Totaux NFL / MIN     | 26 | 3   | 29                   | 9,7                  | 0                    | 0                    | 0     | 0       | 0       |         |         |

| Année            | Équipe               | MJ |     | Retours de Kickoffs | Retours de Kickoffs | Retours de Kickoffs | Retours de Kickoffs |
| Année            | Équipe               | MJ | Nb. | Yards               | Moy.                | TD                  |                     |
| 1981             | Vikings du Minnesota | 9  | 11  | 170                 | 15,5                | 0                   |                     |
| 1982             | Vikings du Minnesota | 2  | 1   | 26                  | 26,0                | 0                   |                     |
| Totaux NFL / MIN | Totaux NFL / MIN     | 11 | 12  | 196                 | 20,75               | 0                   |                     |